# Levuka
Levuka, también escrito Levuca; es una ciudad situada en la costa suroriental de la isla de Ovalau en el estado oceánico de Fiyi, en la provincia de Lomaiviti, en la División Este. Es la ex capital nacional. En el censo de 1996, el último hasta la fecha, registró una población de 3745, lo cual corresponde a más de un tercio del total de la isla. Es el mayor centro comercial y económico de las veinticuatro localidades de la isla. La localidad fue fundada en 1820 por colonos y comerciantes europeos, constituyendo la primera ciudad moderna y el primer puerto y centro comercial de la zona. 
En 2013, la Unesco eligió a Levuka como Patrimonio de la Humanidad, siendo el primer sitio reconocido como tal en Fiyi.